# Uncharted 2: Pośród złodziei
Uncharted 2: Pośród złodziei (ang. Uncharted 2: Among Thieves) – przygodowa gra akcji przedstawiona z perspektywy trzeciej osoby, wyprodukowana przez amerykańskie studio Naughty Dog i wydana przez Sony Computer Entertainment na konsolę gier wideo Sony PlayStation 3. Gra ukazała się 13 października 2009 w Ameryce Północnej, 16 października 2009 w Europie i 15 października 2009 w Australii i Japonii. Jest to druga część serii Uncharted. Uncharted 2 była produkowana przez dwa lata i używa autorskiego silnika Naughty Dog Game Engine 2.0.
Akcja gry rozgrywa się dwa lata po wydarzeniach z pierwszej odsłony. Nathan Drake podejmuje się rozwikłania tajemnicy Marco Polo, słynnego weneckiego podróżnika, który w 1292, po dwudziestoletnim pobycie na dworze chińskiego cesarza Kubilaj-chana, zdecydował się powrócić do ojczyzny. Podróżnik dokładnie opisywał swoje wyprawy, jednak o tej nic nie wspomniał, pomimo że z 14 statków i łącznie 600-osobowej załogi powrócił zaledwie jeden okręt i 18 ludzi. Drake z czasem odkrywa, że Polo, na polecenie cesarza, udał się na poszukiwania tajemniczej Shambhali (znanej również jako Shangri-La), aby odnaleźć spełniający życzenia buddyjski szafir Cintamani. Trop prowadzi Drake’a aż do Tybetu, w których rozpoczyna się właściwa akcja.
Gra została bardzo dobrze przyjęta przez krytyków, uzyskując średnią ocen w agregatorach Metacritic i GameRankings 96/100 i 96.41%. Recenzenci zachwalali każdy aspekt gry, począwszy od grafiki, przez fabułę, a kończąc na rozgrywce. Uncharted 2 zebrała także 41 maksymalnych ocen w recenzjach agregowanych przez serwisy Metacritic i GameRankings oraz ponad 200 nagród dla najlepszej gry roku 2009. 1 listopada 2011 roku został wydany sequel gry zatytułowany Uncharted 3: Oszustwo Drake’a.

## Fabuła
- Źródło: Uncharted 2: Among Thieves Signature Series Guide[18].

Akcja rozgrywa się dwa lata po wydarzeniach z pierwszej części. Zakrwawiony Nathan Drake budzi się w wiszącym nad przepaścią wagonie, w Tybecie. Wykonując karkołomne akrobacje, udaje mu się wydostać z wraku i wdrapać się na skalną półkę, gdzie musi stawić czoła uzbrojonym żołnierzom. W pewnym momencie znajduje w śniegu tybetańską phurbę, po czym traci przytomność.
Akcja cofa się o kilka miesięcy do Turcji. Harry Flynn i Chloe Frazer, starzy znajomi Drake’a, proponują mu udział w brawurowej akcji mającej na celu wykradzenie ze stambulskiego muzeum mongolskiej lampy olejnej z wystawy o Marco Polo. Nate zgadza się, gdy wychodzi na jaw, że lampa może zawierać wskazówki odnośnie do zaginionej floty Marco Polo, który w 1292, po dwudziestoletnim pobycie na dworze chińskiego cesarza Kubilaj-chana, zdecydował się powrócić do ojczyzny. Chociaż dokładnie opisywał w Europie swoje przygody, nigdy nie wyjawił, dlaczego z 14 statków i łącznie 600-osobowej załogi powrócił zaledwie jeden okręt i 18 ludzi.

I did not tell half of what I saw
for I knew I would not be believed...
Nie opowiedziałem nawet połowy tego co widziałem
Gdyż nikt i tak by mi nie uwierzył...

Gdy Drake i Flynn włamują się do sali z lampą, okazuje się, że jest pełna błękitnej żywicy i zawiera mapę wskazującą na to, że statki Marco Polo z legendarnym kamieniem Cintamani zostały wyrzucone na brzeg Borneo przez tsunami. Chwilę potem Flynn zdradza Drake’a i ucieka z mapą. Nate po nieudanej ucieczce przez kanały trafia do więzienia, skąd po trzech miesiącach uwalniają go Victor Sullivan i Chloe. Przynoszą także wieści o odnalezieniu floty przez Flynna i jego nowym pracodawcy – radzieckim zbrodniarzu wojennym Zoranie Lazareviciu. Następnie ruszają na Borneo.
Na miejscu okazuje się, że Marco Polo rzeczywiście zabrał „coś przeklętego” z Shambhali, jednak nie był to kamień Cintamani. Drake, Sully i Chloe wnioskują, że Lazarević chce odtworzyć przebieg wyprawy od tyłu. Następnie w górach odnajdują jaskinię pełną szkieletów załogi posiadających czarne zęby. Ponadto znajdują też tybetańską phurbę i wskazówkę, że poprzednim etapem wędrówki było miasto w Nepalu. Nate i Chloe udają się tam, natomiast Victor uważa, że jest za stary na przygody. W mieście szaleje wywołana przez Lazarevicia wojna domowa, jednak mimo niej bohaterowie odnajdują świątynię z takim samym symbolem jak na sztylecie. Po drodze spotykają się z Eleną Fisher i jej kamerzystę Jeffem. Następnie Nate i Chloe wchodzą do świątyni, gdzie odnajdują kolejną wskazówkę.
Świątynię atakują ludzie Lazarevicia i Jeff zostaje poważnie ranny. Podczas ucieczki Nate pomaga Jeffowi, jednak bohaterowie zostają złapani przez Zorana i jego ludzi. Chwilę potem zbrodniarz zabija kamerzystę, a Chloe udaje, że zdradza Nathanna i przejmuje rysunek z zaznaczoną lokalizacją mitycznej krainy. Nate i Elena jednak uciekają, kierując się w stronę stacji kolejowej, z której wkrótce odjedzie pociąg wiozący oddział wojska i Chloe. Po wielu trudach Drake’owi udaje się do niego wsiąść, lecz Chloe nie wyraża ochoty na ucieczkę. Uciekając przed Flynnem, Nate wykoleja cały skład, następuje akcja znana z początku. Nate decyduje się iść na ślepo w góry.
Nieprzytomnego Drake’a odnajduje tubylec z pobliskiej wioski tybetańskiej – Tenzin. Zabiera Nathanna do wioski, gdzie okazuje się, że przebywa również Elena, a także Karl Schäfer, uczestnik nieudanej niemieckiej ekspedycji sprzed siedemdziesięciu lat. Drake nie ma już sił, aby to ciągnąć i nie wierzy w niszczycielską moc kamienia Cintamani. Schäfer jednak kieruje go i Tenzina, który ma być przewodnikiem, do jaskini, w której odnajdują ciała członków niemieckiej wyprawy – okazuje się, że wszyscy należeli do SS i wszyscy zostali osobiście zastrzeleni przez Schäfera, który nie chciał dopuścić, by kamień wpadł w ręce Hitlera. Po drodze Nate’a i Tenzina atakują wielkie, rogate, niezwykle zwinne, silne i wytrzymałe istoty, przypominające yeti.
Po powrocie okazuje się, że Lazarević zaatakował wioskę i uprowadził Schäfera. Po odparciu ataku Drake i Elena ruszają w brawurową pogoń i docierają do klasztoru położonego dokładnie na wejściu do Shambhali. Tam odnajdują Niemca, który tuż przed śmiercią nakazuje Nate’owi zniszczenie kamienia Cintamani, a także Chloe, która, choć do nich nie dołącza, oddaje im wykradzioną z wioski phurbę, prosząc tylko o zabicie Lazarevicia. Wychodzi na jaw, że jego ludzi dziesiątkują śnieżne bestie, niemniej jednak parze naszych bohaterów udaje się dotrzeć do przejścia. Chwilę potem pojawia się sam Rosjanin, który nakazuje Nate’owi je odblokować, pod groźbą zabicia Eleny i zdemaskowanej już Chloe. Ten zgadza się, lecz mosty stanowiące ostatnią zaporę Shambhali przed zewnętrznym światem muszą zostać przesunięte. Zadania tego podejmuje się Nate, trzymany na muszce przez Flynna. Gdy wypełniają swoje zadanie, atakują ich potwory. Pojawia się Lazarević z odsieczą i wtedy wychodzi na jaw, że bestie to w rzeczywistości niebieskoskórzy, czarnozębni strażnicy Shambhali w kostiumach.
Owi strażnicy ponawiają atak zaraz po wkroczeniu obcych do ich krainy. Korzystając z zamieszania, Drake, Elena i Chloe uciekają, po drodze z najwyższym trudem pokonując napotkanych tubylców. Docierają do świątyni, w której, jak sądzi Nate, ukryty jest kamień. Nagle Drake pojmuje, że legendarny artefakt to nie szafir – którego w świątyni zresztą nie ma – a żywica, z którą mieli do czynienia przez całą podróż, wypływająca z gigantycznego Drzewa Życia. Nate odgaduje zamiary Lazarevicia, właśnie dociera pod drzewo. Chce wraz ze swoimi ludźmi zjeść żywicę, by zyskać nadludzkie cechy mogące pomóc w przejęciu władzy nad światem. Drake uświadamia sobie, że ludzie Marco Polo, którzy zostali uwięzieni w jaskiniach Borneo przez tsunami, zjedli żywicę, a następnie pozabijali się wzajemnie. Nagle pojawia się ranny Flynn, który wyciąga granat i detonuje go, zabijając siebie i poważnie raniąc Elenę. Nate nakazuje Chloe zabranie jej stamtąd, a sam decyduje się w pojedynkę powstrzymać Lazarevicia.
Pod drzewem, radziecki zbrodniarz wypija żywicę, która leczy rany i blizny na jego ciele oraz obdarza go nadludzką siłą. Uważa siebie za nieśmiertelnego. Drake pokonuje go jednak, strzelając w żywicę, która eksploduje. Ranny Lazarević stwierdza, że Nate niczym się od niego nie różni i każe mu go zabić. Drake tego nie robi – zajmują się tym strażnicy Shambhali. Następnie zarówno Nate, jak i Chloe oraz Elena, uciekają ze skazanej na zagładę krainy. Reporterka po pewnym czasie dochodzi do sprawności w wiosce tybetańskiej, gdzie odbywa się pochówek Schäfera. Chloe pyta Drake’a, czy kocha on dziennikarkę, a gdy nie zaprzecza, nakazuje mu to jej powiedzieć. Sama zaś odchodzi, a za nią podąża Sully. Tymczasem Elena i Nate całują się, a następnie, przekomarzając się, obserwują zachodzące nad górami słońce.

### Obsada głosowa
| Postać                  | Angielski dubbing | Polski dubbing       |
| ----------------------- | ----------------- | -------------------- |
| Nathan Drake            | Nolan North       | Jarosław Boberek     |
| Chloe Frazer            | Claudia Black     | Anna Gajewska        |
| Elena Fisher            | Emily Rose        | Izabella Bukowska    |
| Victor „Sully” Sullivan | Richard McGonagle | Andrzej Blumenfeld   |
| Karl Schäfer            | René Auberjonois  | Krzysztof Zakrzewski |
| Harry Flynn             | Steve Valentine   | Wojciech Paszkowski  |
| Zoran Lazarević         | Graham McTavish   | Piotr Bąk            |

Poza angielską (oryginalną) i polską wersją językową gra została wydana z dubbingiem także w językach: francuskim, hiszpańskim, japońskim, niemieckim, portugalskim, rosyjskim. W kinowej wersji językowej (z napisami) została wydana w powyższych językach oraz w: czeskim, duńskim, fińskim, greckim, norweskim i szwedzkim.

## Rozgrywka
Rozgrywka w Uncharted 2: Among Thieves nie różni się znacząco od tej przedstawionej w pierwszej części serii. Nadal jest to przygodowa gra akcji przedstawiona z perspektywy trzeciej osoby, w której gracz wciela się w postać podróżnika Nathana Drake’a. Nathan walczy za pomocą broni palnej, granatów bądź gołych pięści. Jest w stanie nosić jednocześnie jeden egzemplarz broni długiej i jeden krótkiej, zarazem trzymając w kieszeni do czterech granatów. W grze występuje system osłon (ang. cover system). Odpowiednio płaskie kamienie, ściany lub skrzynie mogą służyć za osłony. Z tej pozycji bohater może strzelać na oślep, tylko lekko się wychylając. Gra korzysta z samoregenerującego się paska zdrowia – wraz z kolejnymi ranami ekran coraz bardziej blaknie, a po kilkunastu sekundach spokoju wraca do normy. Rozbudowie uległa także sztuczna inteligencja naszych przeciwników. W trakcie gry gracz może znaleźć niespotykaną dotąd w serii broń, a bronie znane z poprzedniej części mają bardziej realistyczne zachowanie (zmieniono odrzut broni w trakcie strzelania, pojemność magazynków itp.). W grze występuje także etap, podczas którego bohater dostaje się na pociąg jadący do Tybetu, gdzie m.in. ostrzeliwany jest przez śmigłowiec oraz etap gdzie przeskakuje pomiędzy ciężarówkami jadącymi górską drogą i rozprawia się z przeciwnikami. W grze występuje interakcja z przedmiotami, główny bohater może otworzyć drzwi, przesunąć przeszkodę, pociągnąć dźwignię lub uruchomić inny mechanizm. Ponadto występuje też wiele elementów zręcznościowych, polegających na wspinaniu się, skakaniu, połączonych np. z ucieczką przed czołgiem, lub ostrzeliwującym helikopterem. Ostatnim aspektem rozgrywki jest rozwiązywanie zagadek, najczęściej opartych na rysunkach zawartych w dzienniku głównego bohatera.
W lokacjach kampanii dla pojedynczego gracza w Uncharted 2 ukrytych jest 100 skarbów i jeden relikt, które gracz może odnaleźć i kolekcjonować.

### Tryby gry wieloosobowej
Nowością w porównaniu do poprzedniej części jest tryb gry wieloosobowej, dostępny zarówno w wariantach współpracy, jak i współzawodnictwa. W wariantach współzawodnictwa gracze dzieleni są na dwie drużyny po pięciu graczy, a w trybach opartych na współpracy troje graczy wykonuje różnego rodzaju zadania, w czym przeszkadzają im komputerowi przeciwnicy.
W trybach rozgrywki wieloosobowej gracz mogą zdobywać poziomy doświadczenia, dzięki czemu mogą odblokować skórki bohaterów, dopalacze i ulepszenia broni do trybów opartych na kooperacji, a następnie je zakupić za zdobyte w grze pieniądze.
| Tryb rozgrywki     | Cel | Dodatkowy opis |
| ------------------ | --- | --- |
| Starcie drużyn     | 50 zabójstw graczy z drużyny przeciwnej.                                                                                 | |
| Grabież            | Włożenie pięciu skarbów do skrzyni.                                                                                      | |
| Król wzgórza       | Zdobycie 250 punktów | Na mapie generowany jest losowo obszar (tzw. wzgórze) które każda z drużyny musi przejąć i później jak najdłużej utrzymać. |
| Wojna o terytoria  | Zdobycie 250 punktów | Na mapie generowane są trzy obszary, które każda z drużyna musi przejąć i jak najdłużej utrzymać.                          |
| Reakcja łańcuchowa | Zdobycie 5 wzgórz | Każda z drużyn musi przejmować wzgórza w odpowiedniej kolejności.                                                          |
| Likwidacja         | Wygranie 3 rund. | Zabity gracz może odrodzić się dopiero w następnej rundzie.                                                                |
| Laboratorium       | 50 zabójstw graczy z drużyny przeciwnej, lub włożenie pięciu skarbów do skrzyni (zależą od trwającej w tym czasie akcji) | W trybie tym pojawiają się różnego rodzaju wariacje trybów Starcie Drużyn i Grabież.                                       |

### Kooperacja
W grze występuje tryb kooperacji dla dwóch, lub trzech graczy, który dzieli się na dwa rodzaje: kooperacji opartej na zadaniach, oraz misje.
W pierwszym rodzaju występują 3 tryby: Gorączka Złota (Gold Rush), Przetrwanie (Survival), oraz Oblężenie (Siege). Ostatni z tych trybów nie był dostępny od początku, został wydany w jednym z dodatków DLC. Drugi rodzaj stanowią trzy misje rozgrywające się w lokacjach z kampanii dla pojedynczego gracza, ale nie związane z główną fabułą gry.

## Tworzenie
O produkcji gry Uncharted 2 poinformował Christopher Balestra, wiceprezes studia Naughty Dog na łamach francuskiego magazynu PlayStation 3 Magazine we wrześniu 2008 roku. Natomiast w grudniu 2008 roku ujawniono podtytuł gry – Among Thieves – oraz oficjalnie potwierdzono produkcję, publikując krótki zwiastun.
Naughty Dog twierdzi, że Uncharted 2: Among Thieves wykorzystuje 100% mocy konsoli PlayStation 3 oraz zajmuje 25 GB na pojedynczym dysku Blu-ray. Główny nacisk w grze położony jest na zróżnicowaną budowę terenu i mnóstwo elementów mogących służyć jako osłona dla strzelającego Drake’a. Naughty Dog Engine 2.0 pozwala generować ruchome obiekty tj. pociągi, które podlegają prawom fizyki, czy ciężarówki biorące udział w pościgach, podczas których Drake przeskakuje pomiędzy pojazdami. Autorzy gry wiernie odwzorowali opady śniegu, wiatr oraz sposób, w jaki Drake zostawia ślady, podróżując przez zaspy na stokach Himalajów. Gdy bohater stoi na zewnątrz, padający na niego śnieg pokrywa jego głowę i ramiona, natomiast po wejściu do wnętrza pomieszczenia powoli topnieje i znika. Ponadto lód w grze, odbija światło i migocze w bardzo realistyczny sposób.
Uncharted 2: Among Thieves nie wymaga instalacji.
4 czerwca 2015 roku oficjalnie zapowiedziano Uncharted: The Nathan Drake Collection na konsolę PlayStation 4, za które odpowiedzialne jest studio Bluepoint Games. W skład zbiorczego wydania trzech pierwszych części serii Uncharted wchodzi m.in. gra Uncharted 2: Among Thieves, która otrzymała polski podtytuł Pośród złodziei. Gra zawiera tylko kampanie dla pojedynczego gracza i została pozbawiona trybów rozgrywki wieloosobowej. Jest wyświetlana w 60 kl./s w rozdzielczości 1080p (w pierwotnej wersji na PlayStation 3 gra była wyświetlana w 30 kl./s w rozdzielczości 720p), ma zaimplementowane nowe trofea oraz oferuje lepsze oświetlenie, tekstury, modele i ulepszenia w rozgrywce.

### Ścieżka dźwiękowa
Ścieżkę dźwiękową do Uncharted 3: Oszustwo Drake’a skomponował amerykański kompozytor Greg Edmonson. Została wydana wraz z amerykańską premierą gry, czyli 13 października 2009 roku w formie cyfrowej oraz 9 lutego 2010 przez Sony Computer Entertainment America LLC w Ameryce Północnej na jednej płycie CD.
| Oryginalny soundtrack – 2009 | Oryginalny soundtrack – 2009 | Oryginalny soundtrack – 2009 |
| Nr                           | Tytuł utworu                 | Długość                      |
| ---------------------------- | ---------------------------- | ---------------------------- |
| 1.                           | „Nate’s Theme 2.0”           | 1:46                         |
| 2.                           | „The City’s Secret”          | 3:36                         |
| 3.                           | „Bustin’ Chops”              | 2:08                         |
| 4.                           | „Reunion”                    | 1:42                         |
| 5.                           | „Breaking and Entering”      | 3:13                         |
| 6.                           | „Desperate Times”            | 3:28                         |
| 7.                           | „Helicopter and Tank”        | 2:07                         |
| 8.                           | „Marco Polo”                 | 1:32                         |
| 9.                           | „The Monastery”              | 4:10                         |
| 10.                          | „Refuge”                     | 2:11                         |
| 11.                          | „Warzone”                    | 2:14                         |
| 12.                          | „Train Wrecked”              | 3:07                         |
| 13.                          | „Cat and Mouse”              | 2:22                         |
| 14.                          | „Cornered”                   | 3:37                         |
| 15.                          | „The Gates of Shambhala”     | 3:17                         |
| 16.                          | „Broken Paradise”            | 2:29                         |
| 17.                          | „Brutal Combo Mambo”         | 2:25                         |
| 18.                          | „Among Thieves”              | 1:40                         |
| 19.                          | „A Rock and a Hard Place”    | 3:44                         |
| 20.                          | „The Road to Shambhala”      | 5:17                         |
| 21.                          | „Take That!”                 | 2:28                         |
| 22.                          | „Tunnel Vision”              | 1:59                         |
| 23.                          | „The Heist”                  | 2:36                         |
|                              |                              | 1:03:08                      |

### Beta testy
Beta testy Uncharted 2: Among Thieves rozpoczęły się 3 czerwca 2009 roku dla graczy korzystających z amerykańskiego PlayStation Network. Gracze mogli w nich przetestować tryby rozgrywek wieloosobowych – zarówno te oparte na kooperacji, jak na współzawodnictwie. Do trybów kooperacji udostępniono lokację Nepal przeznaczoną dla dwóch, lub trzech graczy. Natomiast do współzawodnictwa przeznaczono dwie mapy oraz dwa tryby: deathmatch (pol. starcie drużyn) oraz plunder (pol. grabież).

## Wydanie gry
Uncharted 2: Among Thieves miała premierę 13 października 2009 roku w Ameryce Północnej, 15 października 2009 roku w Australii i Japonii oraz 16 października 2009 roku w Europie. 7 października 2015 roku w Europie oraz 9 października w Ameryce Północnej swoją premierę będzie miał pakiet trzech pierwszych części serii Uncharetd na PlayStation 4.

### Edycje gry
Gra została wydana w edycji podstawowej, specjalnej oraz kolekcjonerskiej o nazwie Fortune Hunter Edition. Ta ostatnia została wydana tylko w 200 sztukach i można było ją wygrać w konkursach organizowanych przez Naughty Dog i Sony. Edycja zawiera replikę sztyletu z gry, stojak do niego, książkę z rysunkami, cyfrowe dodatki do ściągnięcia przez PlayStation Network oraz opakowanie w edycji kolekcjonerskiej podpisane przez Naughty Dog.
6 września 2011 roku Uncharted 2: Pośród złodziei oraz Uncharted: Fortuna Drake’a zostały wydane w zestawie Uncharted Greatest Hits Dual Pack zawierającym obie gry. 12 października 2010 roku wydano Uncharted 2: Among Thieves w edycji Game of the year, która oprócz samej gry zawierała także wszystkie dodatki DLC, w trybie rozgrywek wieloosobowych: mnożnik podwajający zdobywane doświadczenie do 10 poziomu, opcję złotych broni dla AK-47 i pistoletu 92FS 9mm, wcześniejszy dostęp do dopalacza zemsta; zestaw czterech komiksów Uncharted: Eye of Indra oraz dwie skórki z komiksów (Rika Raja i Daniel Pinkerton), cztery zestawy avatarów dla konta PlayStation Network oraz Pinball Heroes na konsolę PlayStation Portable. Natomiast w listopadzie 2011 roku, po premierze trzeciej części serii, został wydany zestaw Uncharted: Trylogia, zawierający wszystkie z trzech części serii Uncharted.

### Dodatki
- PlayStation Heroes Skin Pack – pierwszy dodatek DLC wydany 28 stycznia 2010 roku. Zawiera siedem postaci do trybów wieloosobowych: Sev, Helghast z gry Killzone 2, Nathan Hale, Chimera z gry Resistance, dobry Cole, zły Cole, Zeke z gry inFamous[44].
- Uncharted: Drake’s Fortune Multiplayer Pack – drugi dodatek DLC wydany 25 lutego 2010. Zawiera sześć postaci do trybów wieloosobowych i dwie nowe mapy z pierwszej części serii o nazwie Sub Facility, Flooded Ruins. Dodatek zawiera także jedenaście brązowych i jedno srebrne trofeum[44].
- Sidekick Skin Pack – trzeci dodatek DLC wydany 17 sierpnia 2010. Zawiera osiem dodatkowych postaci do trybów wieloosobowych[44].
- Uncharted 2: Among Thieves Siege Expansion – czwarty dodatek DLC do gry Uncharted 2: Among Thieves studia Naughty Dog wydany 22 kwietnia 2010 roku na PlayStation 3 do pobrania tylko z PlayStation Network. Dodatek zawiera sześć skórek: Wetsuit Drake, Baseball Shirt Drake, Prakoso, Platzor, Glowzor i Dead Explorer, dwie mapy: The Highrise i The Museum oraz tryb kooperacji zwany Siege polegający na tym, że dwóch lub trzech graczy musi utrzymać pewien obszar przed kolejnymi falazmi wrogów. Dodatek oferuje również dziesięć brązowych oraz jedno srebrne trofeum[44].

### Oficjalny poradnik
Przed premierą gry, 8 października 2009 roku, wydano do niej oficjalny poradnik Uncharted 2: Among Thieves Signature Series Guide. Poradnik ma 208 stron i został wydany po angielsku przez wydawnictwo Brady Games. Zawiera on dokładny opis przejścia gry, trofeów, techniki gry i map w trybie wieloosobowym, oraz miejsc ukrycia skarbów i reliktu.

## Odbiór gry

### Recenzje
Gra została bardzo dobrze przyjęta przez krytyków, uzyskując średnią ocen w agregatorach Metacritic i GameRankings 96/100 i 96,41%. Recenzenci zachwalali każdy aspekt gry począwszy od grafiki, muzyki, fabuły, a kończąc na rozgrywce. Uncharted 2 zebrała także 41 maksymalnych ocen w recenzjach agregowanych przez serwisy Metacritic i GameRankings.
Pierwsza recenzja Uncharted 2: Among Thieves została opublikowana na łamach angielskiego miesięcznika PSM3. Krytyk wystawił grze ocenę 21/20, twierdząc, że został osiągnięty nowy kamień milowy w historii gier komputerowych.
Piotr Gnyp z serwisu Polygamia.pl wystawił grze najwyższą możliwą ocenę i zachwalał każdy aspekt gry, począwszy od oprawy audiowizualnej, poprzez rozgrywkę, a kończąc na fabule. Tom Bramwell z serwisu Eurogamer stwierdził, że Uncharted 2 jest arcydziełem. Natomiast recenzent Game Revolution pochwalił grę za tryb rozgrywek wieloosobowych, który według niego, pomimo że wzorowany jest na sprawdzonych schematach, to umiejętnie je łączy i dostarcza graczowi nowych, niesamowitych wrażeń. Krytyk serwisu GameSpot – Tom Mc Shea, zachwalał kampanię dla pojedynczego gracza, która według niego daje niesamowitą radość od początku do końca. Według niego rozgrywka w Uncharted 2 jest niesamowicie satysfakcjonująca. Recenzent serwisu IGN stwierdził, że Uncharted 2 posiada najlepszą oprawę graficzną jaką kiedykolwiek ujrzał w grze wideo. Oprawą wizualną zachwycał się także krytyk serwisu „Video Gamers”. Ponadto zachwalał także tryby rozgrywek wieloosobowych – stwierdził, że są świetne. Anthony Gallegos z GameSpy stwierdził, że historia opowiedziana w grze jest niezapomniana. Krytyk chwalił także voice acting oraz wykreowane w grze postaci. Łukasz Berliński z serwisu gram.pl stwierdził, że gra jest rewelacyjna. Według niego Naughty Dog zatraca granicę pomiędzy filmikiem przerywnikowym a właściwą rozgrywką. Natomiast recenzent serwisu Gamezilla.pl zachwalał polską wersję językową. Według niego, aktorzy podkładający głos głównym bohaterom świetnie wczuli się w role i stworzyli przekonujące kreacje. Stwierdził także, że gra jest lepsza od wszelkich produkcji z gatunku przygodowych gier akcji z podróżnikiem i archeologiem jako głównym bohaterem wliczając w to gry o Larze Croft, jak i nawet o Indianie Jonesie. Mimo że Michał Kuszewski z pisma „CD-Action” narzekał na sztampowy i liniowy scenariusz, niepowalające starcie z ostatnim bossem oraz drobne błędy w polskim przekładzie, to zachwalał wszystkie pozostałe aspekty gry, nazywając Uncharted 2 jedną z najlepszych gier akcji w historii wszechświata.

### Sprzedaż
Uncharted 2: Among Thieves sprzedała się w nakładzie miliona egzemplarzy do 13 listopada 2009 roku (w tym 537 tysięcy egzemplarzy w Stanach Zjednoczonych), natomiast do końca 2009 roku w nakładzie 3 mln egzemplarzy. 21 lutego 2010 roku, Scott Rhode z amerykańskiego oddziału Sony Computer Entertainment ogłosił, że gra sprzedała się w nakładzie 3,5 mln egzemplarzy.
W dniu premiery w Japonii sprzedano 47 tysięcy egzemplarzy Uncharted 2, natomiast w ciągu tygodnia 54 tysiące dzięki czemu gra osiągnęła piąte miejsce na liście najlepiej sprzedających się gier tygodnia w tym kraju.
Do grudnia 2011 roku Sony Computer Entertainment sprzedało 4,9 miliona egzemplarzy gry.

### Nagrody
Uncharted 2: Among Thieves zdobyła ponad 300 nagród, w tym ponad 200 tytułów Gry Roku 2009 w prestiżowych magazynach i portalach o grach komputerowych.
31 sierpnia 2011 roku serwis IGN opublikował listę 25 najlepszych gier na PlayStation 3 (The Top 25 PlayStation 3 Games), na której Uncharted 2 znajdowała się na pierwszym miejscu. Produkcja znajduje się także na 7 miejscu w rankingu Top 100 Modern Video Games, który klasyfikuje gry z siódmej generacji gier komputerowych.
| Kategoria                                                          | Nagroda                                    | Przyznana przez                                            | Data             |
| ------------------------------------------------------------------ | ------------------------------------------ | ---------------------------------------------------------- | ---------------- |
| Najlepszy pokaz                                                    | Best Games of E3 2009                      | 1UP.com                                                    | 5 czerwca 2009   |
| Gra E3 na PlayStation 3                                            | Best Games of E3 2009                      | 1UP.com                                                    | 5 czerwca 2009   |
| Gra pokazów                                                        | Best of E3 2009                            | X-Play                                                     | 8 czerwca 2009   |
| Najlepsza gra na PlayStation 3                                     | Best of E3 2009                            | X-Play                                                     | 8 czerwca 2009   |
| Najlepsza grafika                                                  | Best of E3 2009 Awards                     | GameTrailers                                               | 8 czerwca 2009   |
| Najlepszy third-person shooter                                     | Best of E3 2009 Awards                     | GameTrailers                                               | 8 czerwca 2009   |
| Najbardziej zaskakująco niesamowite demo                           | E3 2009 Awards                             | GamesRadar                                                 | 8 czerwca 2009   |
| Gra pokazów na PlayStation 3                                       | Best of E3 2009 Awards                     | IGN                                                        | 10 czerwca 2009  |
| Najlepsza technologia graficzna (wszystkie platformy)              | Best of E3 2009 Awards                     | IGN                                                        | 10 czerwca 2009  |
| Najlepsza technologia graficzna na PlayStation 3                   | Best of E3 2009 Awards                     | IGN                                                        | 10 czerwca 2009  |
| Najlepsza gra akcji na PlayStation 3                               | Best of E3 2009 Awards                     | IGN                                                        | 10 czerwca 2009  |
| Najlepsze doświadczenie w rozgrywce wieloosobowej na PlayStation 3 | Best of E3 2009 Awards                     | IGN                                                        | 10 czerwca 2009  |
| Wybitne osiągnięcie w technologii na PlayStation 3                 | Best of E3 2009 Awards                     | IGN                                                        | 10 czerwca 2009  |
| Najlepsza gra na PlayStation 3                                     | E3 2009 Editors’ Choice Awards             | GameSpot                                                   | 10 czerwca 2009  |
| Najlepsza grafika                                                  | E3 2009 Editors’ Choice Awards             | GameSpot                                                   | 10 czerwca 2009  |
| Najlepszy pokaz na PlayStation 3                                   | Best of E3 2009                            | GameSpy                                                    | 10 czerwca 2010  |
| Najlepszy pokaz                                                    | Best of E3 2009                            | Game Critics Awards                                        | 23 czerwca 2009  |
| Najlepsza gra na konsole                                           | Best of E3 2009                            | Game Critics Awards                                        | 23 czerwca 2009  |
| Najlepsza przygodowa gra akcji                                     | Best of E3 2009                            | Game Critics Awards                                        | 23 czerwca 2009  |
| Najlepsza gra na konsole                                           | Gamescom Awards 2009                       | Gamescom                                                   | 29 sierpnia 2009 |
| Najlepsza gra wideo (wszystkie platformy)                          | Game of the Year 2009                      | Yahoo! Games                                               | 9 grudnia 2009   |
| Gra roku                                                           | 2009 Video Game Awards                     | Spike Video Game Awards                                    | 12 grudnia 2009  |
| Najlepsza gra na PlayStation 3                                     | 2009 Video Game Awards                     | Spike Video Game Awards                                    | 12 grudnia 2009  |
| Najlepsza grafika                                                  | 2009 Video Game Awards                     | Spike Video Game Awards                                    | 12 grudnia 2009  |
| Gra roku                                                           | Best of 2009 Awards                        | X-Play                                                     | 15 grudnia 2009  |
| Najlepsza przygodowa gra akcji                                     | Best of 2009 Awards                        | X-Play                                                     | 15 grudnia 2009  |
| Najlepsza animacja                                                 | Best of 2009 Awards                        | X-Play                                                     | 15 grudnia 2009  |
| Najlepszy scenariusz                                               | Best of 2009 Awards                        | X-Play                                                     | 15 grudnia 2009  |
| Gra roku na PlayStation 3                                          | Best Games of 2009                         | GameSpy                                                    | 21 grudnia 2009  |
| The Pay Attention, Nagroda Hollywood                               | Best Games of 2009                         | GameSpy                                                    | 21 grudnia 2009  |
| Gra roku 2009                                                      | Game of the Year 2009                      | Destructoid                                                | 21 grudnia 2009  |
| Najlepsza linia fabularna                                          | Best Games of 2009                         | GamePro                                                    | 22 grudnia 2009  |
| Najlepsza przygodowa gra akcji                                     | Best Games of 2009                         | GameSpot                                                   | 25 grudnia 2009  |
| Najlepsza grafika, technicznie                                     | Best Games of 2009                         | GameSpot                                                   | 25 grudnia 2009  |
| Najlepszy voice acting                                             | Best Games of 2009                         | GameSpot                                                   | 25 grudnia 2009  |
| Najlepszy Third-person shooter                                     | Game of the Year Awards 2009               | GameTrailers                                               | 28 grudnia 2009  |
| Najlepsza kampania dla pojedynczego gracza                         | Game of the Year Awards 2009               | GameTrailers                                               | 28 grudnia 2009  |
| Najlepsza grafika                                                  | Game of the Year Awards 2009               | GameTrailers                                               | 28 grudnia 2009  |
| Najlepsza historia                                                 | Game of the Year Awards 2009               | GameTrailers                                               | 28 grudnia 2009  |
| Gra roku                                                           | End of the Year Awards 2009                | Eurogamer                                                  | 31 grudnia 2009  |
| Gra roku według czytelników                                        | End of the Year Awards 2009                | Eurogamer                                                  | 31 grudnia 2009  |
| Najlepsza gra na PlayStation 3 2009                                | Best Games of 2009                         | PakGamers                                                  | 31 grudnia 2009  |
| Najlepsza przygodowa gra akcji 2009                                | Best Games of 2009                         | PakGamers                                                  | 31 grudnia 2009  |
| Numer 1                                                            | Top 10 of 2009                             | Joystiq                                                    | 1 stycznia 2010  |
| Gra roku                                                           | Game of the Year Awards 2009               | Giant Bomb                                                 | 1 stycznia 2010  |
| Gra roku Community Edition                                         | Game of the Year Awards 2009               | Giant Bomb                                                 | 1 stycznia 2010  |
| Gra roku na wyłączność PlayStation 3                               | Game of the Year Awards 2009               | Giant Bomb                                                 | 1 stycznia 2010  |
| Najlepsza nowa niegrywalna postać (Tenzin)                         | Game of the Year Awards 2009               | Giant Bomb                                                 | 1 stycznia 2010  |
| The Northies – najlepszy występ Nolan North                        | Game of the Year Awards 2009               | Giant Bomb                                                 | 1 stycznia 2010  |
| Najlepsza grafika                                                  | Game of the Year Awards 2009               | Giant Bomb                                                 | 1 stycznia 2010  |
| Gra roku (wszystkie platformy)                                     | Best of 2009                               | IGN                                                        | 13 stycznia 2010 |
| Najlepsza gra akcji (wszystkie platformy)                          | Best of 2009                               | IGN                                                        | 13 stycznia 2010 |
| Nagroda za wizualną doskonałość (wszystkie platformy)              | Best of 2009                               | IGN                                                        | 13 stycznia 2010 |
| Nagroda za doskonałość w dźwięku (wszystkie platformy)             | Best of 2009                               | IGN                                                        | 13 stycznia 2010 |
| Najlepsza historia (wszystkie platformy)                           | Best of 2009                               | IGN                                                        | 13 stycznia 2010 |
| Gra roku na PlayStation 3                                          | Best of 2009                               | IGN                                                        | 13 stycznia 2010 |
| Najlepsza gra akcji na PlayStation 3                               | Best of 2009                               | IGN                                                        | 13 stycznia 2010 |
| Nagroda za wizualną doskonałość na PlayStation 3                   | Best of 2009                               | IGN                                                        | 13 stycznia 2010 |
| Nagroda za doskonałość w dźwięku na PlayStation 3                  | Best of 2009                               | IGN                                                        | 13 stycznia 2010 |
| Najlepsza rozgrywka wieloosobowa na PlayStation 3                  | Best of 2009                               | IGN                                                        | 13 stycznia 2010 |
| Gra roku (wszystkie platformy)                                     | 2009 Readers’ Choice Awards                | 1UP                                                        | 14 stycznia 2010 |
| Najlepsza przygodowa gra akcji                                     | 2009 Readers’ Choice Awards                | 1UP                                                        | 14 stycznia 2010 |
| Najlepsza gra na PlayStation 3                                     | 2009 Readers’ Choice Awards                | 1UP                                                        | 14 stycznia 2010 |
| The „GPU Gods” Award for Most Impressive Visuals                   | 2009 Readers’ Choice Awards                | 1UP                                                        | 14 stycznia 2010 |
| Gra roku                                                           | Game of the Year Awards                    | Kotaku                                                     | 25 stycznia 2010 |
| Gra roku (wybór czytelników)                                       | Game of the Year Awards                    | Kotaku                                                     | 25 stycznia 2010 |
| Gra roku                                                           | 13th Annual Interactive Achievement Awards | Academy of Interactive Arts & Sciences                     | 18 lutego 2010   |
| Wybitne osiągnięcie w reżyserii gry komputerowej                   | 13th Annual Interactive Achievement Awards | Academy of Interactive Arts & Sciences                     | 18 lutego 2010   |
| Przygodowa gra roku                                                | 13th Annual Interactive Achievement Awards | Academy of Interactive Arts & Sciences                     | 18 lutego 2010   |
| Wybitne osiągnięcie w animacji                                     | 13th Annual Interactive Achievement Awards | Academy of Interactive Arts & Sciences                     | 18 lutego 2010   |
| Wybitne osiągnięcie w inżynierii wizualnej                         | 13th Annual Interactive Achievement Awards | Academy of Interactive Arts & Sciences                     | 18 lutego 2010   |
| Wybitne osiągnięcie w dyrekcji artystycznej                        | 13th Annual Interactive Achievement Awards | Academy of Interactive Arts & Sciences                     | 18 lutego 2010   |
| Wybitne osiągnięcie w fabule – oryginalna                          | 13th Annual Interactive Achievement Awards | Academy of Interactive Arts & Sciences                     | 18 lutego 2010   |
| Wybitne osiągnięcie w oryginalnej kompozycji muzycznej             | 13th Annual Interactive Achievement Awards | Academy of Interactive Arts & Sciences                     | 18 lutego 2010   |
| Wybitne osiągnięcie w inżynierii rozgrywki                         | 13th Annual Interactive Achievement Awards | Academy of Interactive Arts & Sciences                     | 18 lutego 2010   |
| Wybitne osiągnięcie w projekcie dźwięku                            | 13th Annual Interactive Achievement Awards | Academy of Interactive Arts & Sciences                     | 18 lutego 2010   |
| Najlepszy montaż dźwięku – rozrywka komputerowa                    | 2009 Golden Reel Awards                    | MPSE                                                       | 20 lutego 2010   |
| Scenariusz gry wideo                                               | Writers Guild of America Awards 2009       | Writers Guild of America                                   | 20 lutego 2010   |
| Wybitny sequel gry przygodowej                                     | 9th Annual NAViGaTR Awards                 | National Academy of Video Game Testers and Reviewers Corp. | 26 lutego 2010   |
| Animacja 3D                                                        | 9th Annual NAViGaTR Awards                 | National Academy of Video Game Testers and Reviewers Corp. | 26 lutego 2010   |
| Art Direction                                                      | 9th Annual NAViGaTR Awards                 | National Academy of Video Game Testers and Reviewers Corp. | 26 lutego 2010   |
| Reżyseria kamery w silniku gry komputerowej                        | 9th Annual NAViGaTR Awards                 | National Academy of Video Game Testers and Reviewers Corp. | 26 lutego 2010   |
| Reżyseria w cut scenkach                                           | 9th Annual NAViGaTR Awards                 | National Academy of Video Game Testers and Reviewers Corp. | 26 lutego 2010   |
| Grafika/technicznie                                                | 9th Annual NAViGaTR Awards                 | National Academy of Video Game Testers and Reviewers Corp. | 26 lutego 2010   |
| Oświetlenie/teksturowania                                          | 9th Annual NAViGaTR Awards                 | National Academy of Video Game Testers and Reviewers Corp. | 26 lutego 2010   |
| Oryginalna partytura muzyczna                                      | 9th Annual NAViGaTR Awards                 | National Academy of Video Game Testers and Reviewers Corp. | 26 lutego 2010   |
| Scenariusz dramatyczny                                             | 9th Annual NAViGaTR Awards                 | National Academy of Video Game Testers and Reviewers Corp. | 26 lutego 2010   |
| Główna rola w dziele dramatycznym (Nolan North)                    | 9th Annual NAViGaTR Awards                 | National Academy of Video Game Testers and Reviewers Corp. | 26 lutego 2010   |
| Gra roku                                                           | 10th Annual Game Developers Choice Awards  | International Game Developers Association                  | 11 marca 2010    |
| Najlepszy scenariusz                                               | 10th Annual Game Developers Choice Awards  | International Game Developers Association                  | 11 marca 2010    |
| Najlepsza technologia                                              | 10th Annual Game Developers Choice Awards  | International Game Developers Association                  | 11 marca 2010    |
| Najlepsza oprawa wizualna                                          | 10th Annual Game Developers Choice Awards  | International Game Developers Association                  | 11 marca 2010    |
| Najlepsza oprawa audio                                             | 10th Annual Game Developers Choice Awards  | International Game Developers Association                  | 11 marca 2010    |
| Oprawa audio roku                                                  | 8th Annual Game Audio Network Guild Awards | Game Audio Network Guild                                   | 15 marca 2010    |
| Muzyka roku                                                        | 8th Annual Game Audio Network Guild Awards | Game Audio Network Guild                                   | 15 marca 2010    |
| Projekt dźwiękowy roku                                             | 8th Annual Game Audio Network Guild Awards | Game Audio Network Guild                                   | 15 marca 2010    |
| Najlepsze gra filmowa/audio w cut scenkach                         | 8th Annual Game Audio Network Guild Awards | Game Audio Network Guild                                   | 15 marca 2010    |
| Najlepsze dialogi                                                  | 8th Annual Game Audio Network Guild Awards | Game Audio Network Guild                                   | 15 marca 2010    |
| Najlepsza oryginalna instrumentacja                                | 8th Annual Game Audio Network Guild Awards | Game Audio Network Guild                                   | 15 marca 2010    |
| Fabuła                                                             | 2010 British Academy Video Games Awards    | British Academy of Film and Television Arts                | 19 marca 2010    |
| Akcja                                                              | 2010 British Academy Video Games Awards    | British Academy of Film and Television Arts                | 19 marca 2010    |
| Użycie audio                                                       | 2010 British Academy Video Games Awards    | British Academy of Film and Television Arts                | 19 marca 2010    |
| Najlepsza muzyka                                                   | 2010 British Academy Video Games Awards    | British Academy of Film and Television Arts                | 19 marca 2010    |
| Gra roku                                                           | Gamers Choice Awards 2010                  | AT&T through Spike TV                                      | 8 czerwca 2010   |
| Ulubiona muzyka                                                    | Gamers Choice Awards 2010                  | AT&T through Spike TV                                      | 8 czerwca 2010   |
| Favorite Video Game Vixen (Chloe Frazer)                           | Gamers Choice Awards 2010                  | AT&T through Spike TV                                      | 8 czerwca 2010   |